# Municipio de Åtvidaberg
Åtvidaberg (en sueco: Åtvidabergs kommun) es un municipio en la provincia de Östergötland, al sureste de Suecia. Su sede se encuentra en la localidad de Åtvidaberg. El municipio actual se estableció en 1971 cuando la ciudad de mercado (köping) de Åtvidaberg se fusionó con los municipios rurales circundantes. Una parte del territorio actual fue transferido de la provincia de Kalmar.

## Localidades
Hay cinco áreas urbanas (tätort) en el municipio:
| # | Tätort     | Población |
| - | ---------- | --------- |
| 1 | Åtvidaberg | 7001      |
| 2 | Grebo      | 1085      |
| 3 | Björsäter  | 387       |
| 4 | Berg       | 305       |
| 5 | Falerum    | 227       |